# Jacqueline Audry
Jacqueline Audry (Orange, 25 de setembro de 1908 – Poissy, 19 de junho de 1977) foi uma diretora de cinema francês que se especializou em adaptações literárias. Foi a primeira mulher cineasta bem-sucedida comercialmente na França após a Segunda Guerra Mundial.
Na década de 1950, a diretora francesa Jacqueline Audry falava sobre temas como a sexualidade feminina ou o lesbianismo quando ninguém o fazia. Um de seus filmes mais conhecidos é Olivia (1951), com Edwige Feuillère, Simone Simon, Marie-Claire Olivia, Yvonne de Bray, e Danièle Delorme no elenco.
Audry é uma das 183 diretoras homenageadas pela série documental Women Make Film (2018), na qual o historiador Mark Cousins discute a história e a linguagem do cinema pelas obras de mulheres cineastas.

## Filmografia
- Les malheurs de Sophie (1946)
- Sombre dimanche (1948)
- O Brotinho e as Respeitosas (1949)
- A Ingênua Libertina (1950)
- Olivia (1951)
- La caraque blonde (1953)
- Huis-clos (1954)
- Mitsou ou Comment l'esprit vient aux filles... (1956)
- La garçonne (1957)
- Adão Teve Culpa (1958)
- Escola de Mundanas (1958)
- O segredo do cavaleiro d'Éon (1959)
- Pequenas Manhãs (1962)
- Cadavres en vacances (1963)
- Desejos Amargos (1967)